# Сражение при Спримоне
Сражение при Спримоне (фр. Bataille de Sprimont) или Сражение на реке Урт (фр. Bataille de l’Ourthe) - последнее в 1794 году сражение французской армии против австрийских войск с целью их окончательного изгнания с территории Бельгии, во время войн революционной Франции против войск первой коалиции. Австрийцы фельдмаршал-лейтенанта Латура, занимавшие плато у Спримона (южнее Льежа), 17—18 сентября были выбиты французскими войсками генерала Бартелеми Луи Жозефа Шерера и были вынуждены отступить за Рейн.

## Перед сражением
После победы при Флёрюсе французская армия медленно выдавливала войска союзников из Бельгии. 27 июля генерал Журдан после жестоких боев против австрийцев входит в Льеж. Следующей целью его армии был Маастрихт, главная крепость, ещё удерживаемая союзниками, на которой держалась вся их оборонительная система. Французы были воодушевлены революционным порывом и применяли новую тактику атак маленькими группами стрелков. Австрийцы, также как их союзники, сражались по старым тактическим приемам — в линейном порядке. Австрийцы отступали уже месяцы (с лета 1794 года); они были физически и морально истощены, и их командиры (все дворяне) опасались распространения за Рейн принципов свободы, равенства и братства, несомых французской армией.
Австрийская армия укрылась на линии рек Мёз — Урт — Амблев. Главной опасностью для наступающих французов была группировка войск австрийской армии, расположенная южнее Льежа, которая могла в любой момент нанести фланговый удар.
Правым крылом французской Самбро-Маасской армии командовал генерал Шерер. Перед нею находилось левое крыло австрийской армии генерала графа Латура.
После занятия Валансьена генерал Шерер со своим корпусом в составе дивизий Марсо, Гакуэна, Майера и бригады Бонне (всего 34 тысячи) присоединился к главным силам Самбро-Маасской армии и, преследуя австрийцев, которые отвели свои войска между Уртом и Амблевом, прибыл 11 сентября 1794 года к Дюрбюи, расположившись биваком на ночь в Ми. Цель Шерера состояла в том, чтобы захватить позицию у Спримона и помешать армии Латура присоединиться к Клерфайту в Буа-де-Брё, поэтому ему надо было в случае успеха прервать отступление Латура прямо на север к Боф и Шене и таким образом оттолкнуть его на северо-восток — на Лувенье и Вервье.
Австрийцы установили вокруг Спримона (городок южнее Льежа у слияния Урта и Амблева), пять батарей на редутах. Их укрепления и батареи защищали линию вдоль Амблева и были расположены к северу от этой реки. 14 сентября Клерфайт, австрийский главнокомандующий, осмотрев позицию у Спримона, вeрнулся в свою штаб-квартиру в Буа-де-Брё достаточно успокоенным, так как линия Амблев ему казалась прочной. Он предписал наблюдать за движениями французов. На другом крыле, у Энё, позиция ему казалась также достаточно прочной, так как она удерживалась четырьмя батальонами пехоты и несколькими эскадронами гусаров.
16 сентября с подкреплением в 12 тысяч командующий французской Самбро-Маасской армии генерал Журдан прибыл к линии фронта. Журдан приказал на следующий день произвести отвлекающую атаку на Маастрихт. Австрийцы, не заметив концентрации французских подкреплений Шерера у Амблева, торопливо перебросили свои резервы от Эрве к Маастрихту.
17 сентября, накануне главного сражения, французским войскам был отдан приказ, максимально маскируясь, выдвигаться на исходные позиции.
Чтобы привлечь внимание австрийцев, а также закрепиться на правом берегу обеих рек, была проведена ложная атака на Дуфламм, недалеко от слияния рек Урт и Амблев. Весь день 17 декабря за неё проходила ожесточенная схватка, деревня была полностью разрушена и сожжена, но французы не смогли удержаться в ней. Но это отвлекающее действие французов обмануло генерала Латура, который с этого момента сосредоточил свое внимание на этой единственной точке фронта. Большую часть ночи Латур был занят укреплением редута, который должен был помешать французам достичь деревни Фрэтюр.
Таким образом, главные силы французской армии смогли занять позицию на австрийском левом фланге скрытно от противника. Французская армия численно превосходила своего противника, но удобства пересеченной местности были в руках австрийцев.

## Ход сражения
18 сентября 1794 года на рассвете, около 5 часов утра, был дан сигнал: два пушечных выстрела прогремели с высот Эвай в центре французской позиции, правый фланг которой протянулся к Сунье — Ремушам, и левый — к слиянию рек Урт и Амблев.
Общее наступление было начато беспорядочно, так как некоторые части дивизии Гакуэна атаковали чересчур рано, в то время как другие, заблудившиеся во время сближения с противником, прибыли чуть позже на поле битвы.
Несмотря на яростную поддержку артиллерии, пехота с 5 до 9 часов остается без продвижения на правом берегу Амблева, фронтом вдоль реки, преимущественно у Сунье, где обе армии несут значительные потери. Половина французских убитых и раненых в течение этого дня приходится на деревню Сунье.
Такое же жесткое сопротивление австрийцы оказали в Эвайе, подожженном в результате боя. Мост на Амблеве был взят, французы пересекают реку под прикрытием дыма и начинают взбираться крутыми тропинками по скалам плато Эд, господствущем над местностью, и доходят до вершины под прикрытием мертвого пространства.
В это же время на левом крыле французская армия, перейдя через реку в Дуфламме, быстро продвигается к Шанксу и выходом на плато берет австрийские посты с тыла.
Одновременно другие части пересекают Амблев в Мартинриве и также в других удобных местах.
К 10.30 часам французская пехота просочилась через всю австрийскую оборонительную линию.
В это время, после жестоких боев, Сунье наконец захвачен дивизией генерала Гакуэна, в то время как другие части пересекли Амблев в Нонсевё и, внезапно продвинувшись к Отрегару, захватили оказавшийся там австрийский отряд. Таким образом, французы прерывают коммуникацию австрийской армии с её подкреплениями, сосредоточенным в четырёхугольнике Ставело — Мальмеди — Сант-Вит — Вьельсальм.
На всей длине фронта от Ремушама до Энё положение австрийцев очень критическое, особенно в центре у Эвая. Французские пехотинцы массово пересекают реку, многочисленными тропинками подходят к плато Эд и, используя стрелковые цепи, пытаются захватить австрийские позиции. Австрийская пехота трусливо бежит, но артиллерия залпами картечи пытается остановить атакующих. Пехота возвращена в бой офицерами. Начинаются рукопашные бои, но в итоге французские стрелки захватывают ключевую позицию.
Поражение австрийской армии полное, когда кавалерия генерала Марсо выходит на плато через Прессё и Линсе, и когда части генерала Бонне, охватив крайний правый фланг австрийцев, через Доламбрё прибывают на поле битвы. Когда французы захватывают Лувенье, австрийскую армию охватывает паника. Генерал Латур отправляется в Троо, где он присоединяется к штаб-квартире Клерфайта.
Австрийское правое крыло, преследуемое французской кавалерией, свертывается на Боф и оттуда направляется к Шене и Буа-де-Брё. Отступление происходит в большом беспорядке; отступая, австрийцы грабят деревни. Вечером главнокомандующий Клерфайт отдал приказ отводить войска к Эрве, затем, в течение следующего дня, — к Ахену, и 20 сентября австрийская армия полностью отошла на реку Рёр.

## Результаты
Потери с той и с другой стороны трудно вычислить, исходя из французских и австрийских рапортов, так как одни хотят преувеличить их победу, в то время как другие пытаются преуменьшить их поражение. Генерал Шерер говорит о 1100—1200 убитых и раненых французов, хотя цифры Латура указывают на 7000 убитых французов, что явно преувеличено; правда, вероятно, лежит в пределах 4000 убитых и раненых французов.
Вероятно, что австрийские потери были ниже французских потерь, принимая во внимание позицию, которую они занимали, более благоприятную для защиты, чем для атаки. Французы захватили, без сомнения, около 1800 пленных, 600 — согласно другим источникам.
Результаты этого сражения были значительны: Маастрихт должен был положиться только на свои собственные ресурсы, чтобы удерживать крепость, австрийская армия — отброшена на Рейн. Завоевание Бельгии и Льежского епископства было закончено. Бельгийские провинции и Льежское епископство, которое всегда было независимым государством, окончательно будут присоединены к Франции 1 октября 1795 года по декрету Национального конвента.